# بيت بليت
يعني مصطلح بيت بليت اختصارا للكلمة الإنجليزية bit-block ومعناها الصورة أو نقل مجموعه البتات المكونة للصورة. وهي عملية من عمليات رسوميات الحاسب يتم فيها تجميع عده صور نقطية إلى صورة واحدة باستخدام العمليات التسامتية. وذلك بنقل البتات المكونة لهم الي صورة واحدة.
في هذه العملية يكون هناك صورتين علي الأقل واحده منهم هي الصورة المصدر التي سيتم عليها هذه العملية والأخرى هيا الصورة الناتجة عن العملية، وربما يكون هناك صورة ثالثة وتدعي غالبا «القناع». وتدمج بكسلات الصورتين وفقا لعملية محددة من عمليات التسامت ناتجا عن ذلك صورة واحدة. العملية التسامتية هي في الأساس معادلة منطقية (بوليانية). أكثر هذه العمليات وضوحا هي التي يتم فيها كتابة بيانات الصورة المصدر إلى الصورة الناتجة. وفي بعض العمليات التساميتة الأخرى تتم عمليات منطقية مثل AND, OR, XOR, NOT.
استبدل العتاد وبرامج رسوميات الحاسوب الحديثة بالكامل العمليات المنقطية بعمليات رياضية مثل عملية دمج الالفا. وهذا لان العمليات المنطقية علي عارضات الألوان لا تنتج عنها نتائج تشابه الخصائص الفيزيائية للإضاءة. وعلي الرغم من ذلك لا زالت هناك بعض البرامج التي تستخدم العملية المنطقية XOR لرسم المستطيلات.

## الأصل
اشتقت الكلمة من الروتين المسمي BitBLT الذي كان مدمجا في حاسوب Xerox Alto computer, والتي تعني كما ذكرنا نقل مجموعه البتات المكونة للصورة. وقد قام كل من Dan Lngalls, لاري تيسلر, بوب Sproull و Diana Merry بإنشاء هذا الروتين في Xerox PARC في شهر نوفمبر من عام 1975 لنظام Smalltalk-72. وقد قام Dan Lngalls باعادة تصميم نسخة من هذا الروتين بالmicrocode.
و يعتبر التطور وتسريع طرق عمليات ال bit blit مفتاحا لتقدم شاشات الحاسب بدءا من استخدام حروف

## مثال علي تطبيق الblit باستخدام الأقنعة
الاستخدام الكلاسيكي للمزج هو تقديم نقوش شفافة على الخلفية. في هذا المثال ، يتم استخدام صورة خلفية وكتابة متحركة وقناع 1 بت. بما أن القناع هو 1 بت ، فلا توجد إمكانية لشفافية جزئية عبر مزج ألفا.
حلقة تفحص كل بت في القناع وتنسخ البكسل من العفريت فقط إذا تم تعيين القناع سيكون أبطأ بكثير من الأجهزة التي يمكن أن تطبق نفس العملية بالضبط على كل بكسل. بدلاً من ذلك ، يمكن تنفيذ شريحة مقنعة باستخدام عمليتين BitBlit عاديتين باستخدام عمليات النقطية AND و OR.
| الصورة الخلفية | شبح (يسار) وقناع (يمين) |
| -------------- | ----------------------- |
|                |                         |

يتم رسم النقش المتحرك في مواضع مختلفة فوق الصورة لإنتاج هذا:
|  |

## وصلات خارجية
- Performance demonstration coded in Flash/AS3
- Xerox Inter-Office Memorandum 19 November 1975